# Frais de mutation (copropriété)
Les frais de mutation sont, en France, des frais que les syndics de copropriété ont coutume de facturer à leurs copropriétaires vendeurs, et parfois à l'acheteur.
Cependant, la facturation de tels frais ne repose, en l'état actuel du droit français, sur aucune base légale. En effet, depuis la loi portant engagement national pour le logement, dite « ENL », le seul document facturable est l'état daté. 
L'existence de ces frais, additionnée à leur tarification, a attiré l'attention de la Direction générale de la concurrence, de la consommation et de la répression des fraudes (DGCCRF), dans son communiqué de presse du 31 mai 2007.

## L'état daté
L'état daté est un document obligatoire, que doit remettre le syndic de copropriété au notaire dans le cadre de la vente d'un lot (mutation). Ce document a pour objectif de présenter la situation financière du copropriétaire vendeur vis-à-vis du syndicat de copropriétaires.

### L'état daté est facturable au seul copropriétaire vendeur
La loi no 2006-872 du 13 juillet 2006 portant engagement national pour le logement, dite « Loi ENL », article 90, modifie la loi no 65-557 du 10 juillet 1965, article 10-1. (l'article 10-1 de la loi no 65-557 du 10 juillet 1965 a été modifié par la loi no 2010-788 du 12 juillet 2010).
Dans cette version ainsi réactualisée, ce dernier article précise très exactement les honoraires qui ne sont imputables qu’au seul copropriétaire concerné, et cite notamment :
« b) Les honoraires du syndic afférents aux prestations qu'il doit effectuer pour l'établissement de l'état daté à l'occasion de la mutation à titre onéreux d'un lot ou d'une fraction de lot. »

### Le contenu de l'état daté
Le contenu de ce document obligatoire est décrit très exactement par l’article 5 du décret no 67-223 du 17 mars 1967 (loi no 65-557 du 10 juillet 1965), modifié par l’article 4 du décret no 2004-479 du 27 mai 2004.
À aucun moment il n'est fait référence dans cet article de loi à des frais divers ou des frais de mutation devant figurer dans l'état daté — certains syndics affichent en effet les honoraires de mutation dans l'état daté, ce que les textes de loi pré-cités interdisent.

### La responsabilité du syndic
Le syndic a obligation de délivrer l'état daté. S'il ne s'exécute pas, pour quelque raison que ce soit y compris le non-paiement de frais de mutation qu'il réclame au copropriétaire vendeur, il engage sa responsabilité professionnelle, notamment en raison du blocage de la vente qui en découle.

## Les frais de mutation dans le contrat de syndic
Les syndics mentionnent habituellement les frais de mutation dans le contrat de syndics, à la rubrique des prestations particulières et individuelles. Cependant, un arrêt de la Cour de cassation du 11 octobre 2005 précise que les décisions d’assemblées générales de même que le contrat de syndic ne régissent pas les relations entre le syndic et chaque copropriétaire pris individuellement.
Cet arrêt de la Cour de cassation, s'appuyant sur l'article 1165 du Code civil, n'est nullement remis en cause par la loi ENL de 2006 et s'applique donc toujours.
La conséquence juridique est que les prestations figurant au contrat de syndic ne sont facturables qu'au seul syndicat, donc à l'ensemble des copropriétaires, chacun payant à hauteur des tantièmes qu'il détient.
C'est selon cette même conclusion que répond le Ministre de l'Emploi, de la Cohésion sociale et du Logement lors d'une question au gouvernement de Bernard Perrut en 2006.
Le problème était déjà évoqué lors d'une précédente question au gouvernement, posée par Alain Rodet en 1990.

Le décret no 2015-342 du 26 mars 2015 définissant le contrat type de syndic de copropriété et les prestations particulières, prévus à l'article 18-1 A de la loi no 65-557 du 10 juillet 1965 inclus néanmoins les frais d'état daté au sein du contrat type de syndic, dans la catégorie des honoraires facturés au seul propriétaire vendeur (cf. Annexe 1 - Contrat type de syndic - paragraphe §9.2).

## Le questionnaire de notaire
Le questionnaire de notaire est un document que le notaire soumet au syndic de copropriété afin de récupérer un certain nombre d'informations concernant les lots (appartement, etc.) faisant l'objet d'une vente. Ce document n'a aucun caractère obligatoire : le notaire n'est pas obligé de transmettre ses questions au syndic, et ce dernier n'est pas obligé d'y répondre. Cependant, le rôle du notaire (parmi d'autres) étant de sécuriser la vente, l'échange d'informations entre syndic et notaire par le biais de ce document est donc par la force des choses nécessaire. Malheureusement, on constate trop souvent un amalgame volontaire réalisé par les syndics, entre l'état daté et le questionnaire de notaire, le tout figurant sous la dénomination « frais de mutation ». En effet, la facturation de frais de mutation, ou du questionnaire de notaire, ne fait pas partie des textes de loi.
En Belgique, la réponse du syndic au notaire est prévue dans le code civil.
Mais la liste des procédures judiciaires est parfois celée au nouvel acquéreur. 
Voici deux pistes juridiques aux parlementaires pour y remédier : a) Que la réponse du syndic au Notaire soit  communiquée à tous les copropriétaires pour information par le syndic. b) Que le syndic signe une "attestation de non-recours" accompagnant les trois procès-verbaux qu'il communique au notaire pour instrumenter la vente, comme cela se pratique en France. Les syndics, les agents immobiliers et les notaires ont répondu n'y voient aucun intérêt, et c'est un problème. 

## Enquête dans le secteur des syndics
Le montant élevé et l'irrégularité des frais de mutation facturés aux copropriétaires vendeurs, et même parfois acquéreurs, sont une des raisons ayant convaincu la DGCCRF de s'intéresser de plus près aux activités de cette branche professionnelle. 
Chronologie :
- Le 31 mai 2007, la DGCCRF émet un communiqué[1] dans lequel figure cette préoccupation.
- Le Conseil national de la consommation est alors mandaté[10] pour créer un groupe de travail sur le sujet et rendre un avis.
- Le 27 septembre 2007, le Conseil national de la consommation[11] rend son rapport et son avis.
- Le 4 octobre 2007, Luc Chatel, secrétaire d’État chargé de la Consommation et du Tourisme, déclare :

« Je donne six mois à la profession pour adapter volontairement ses pratiques, délai au-delà duquel je prendrai un arrêté, si cet avis n'est pas respecté. »